# 东岩站
東巖站（韓語：동암역）是朝鮮民主主義人民共和國咸鏡南道端川市的一個鐵路車站，属于金溝線。

## 邻近车站
金溝線
東德站 - 東巖站 - 水村站